# 聖卡塔里納伊斯塔瓦坎

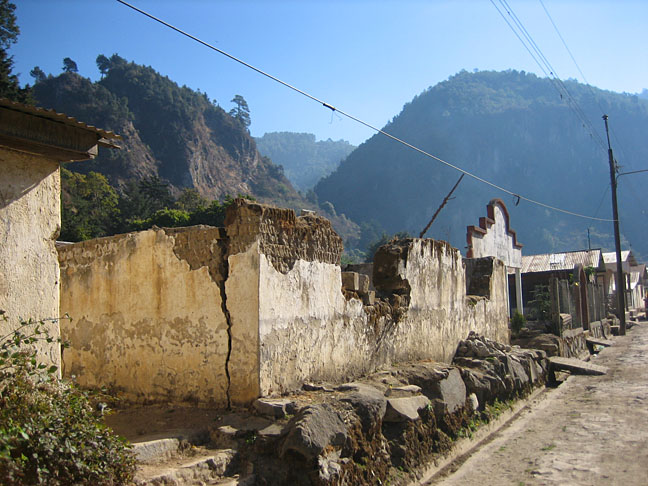

聖卡塔里納伊斯塔瓦坎（西班牙語：Santa Catarina Ixtahuacán），是危地馬拉的城鎮，位於該國西南部，由索洛拉省負責管轄，面積177平方公里，海拔高度2,197米，2002年人口41,208，人口密度每平方公里232.81人。